# Shaba Games
Shaba Games is een bedrijf dat videospelletjes ontwikkeld. Het is opgericht in september 1997. Het hoofdkwartier staat in San Francisco, Californië. Het werd eigendom van Activision in 2002, waar het tot op heden onder valt.

## Ontwikkelde spellen
- Grind Session
- Razor Freestyle Scooter
- Matt Hoffman's Pro BMX
- Wakeboarding Unleashed
- Tony Hawk's Underground 2 (PSP)
- Shrek Super Slam
- Tony Hawk's Project 8 (Xbox en PS2)